# Port lotniczy Campinas-Viracopos
Port lotniczy Campinas-Viracopos – port lotniczy położony 14 km od Campinas i 99 km od São Paulo. Jest jednym z największych portów lotniczych w stanie São Paulo. W 2006 obsłużył 1 024 037 pasażerów.